# Walerij Frołow (bokser)
Walerij Pietrowicz Frołow (ros. Валерий Петрович Фролов, ur. 14 lipca 1941 w Moskwie, zm. w 1996) – rosyjski bokser walczący w reprezentacji Związku Radzieckiego, dwukrotny mistrz Europy.
Walczył w wadze lekkopółśredniej (do 63,5 kg). Zdobył w niej złoty medal na mistrzostwach Europy w 1967 w Rzymie po wygraniu czterech walk, w tym w półfinale z Peterem Tiepoldem z NRD i w finale z obrońcą tytułu Jerzym Kulejem. Nie startował na igrzyskach olimpijskich w 1968 w Meksyku, gdzie w jego wadze wystąpił Jewgienij Frołow (z którym nie był spokrewniony).
Obronił tytuł na mistrzostwach Europy w 1969 w Bukareszcie, gdzie również wygrał cztery walki, w tym w finale z Petyrem Stojczewem z Bułgarii.
Walerij Frołow nigdy nie był mistrzem ZSRR, natomiast dwukrotnie wicemistrzem w wadze lekkopółśredniej: w 1966 i 1969 (oba razy przegrał w finale z Jewgienijem Frołowem), a także brązowym medalistą w 1964.
Po zakończeniu kariery pracował jako trener. Był również sędzią bokserskim. Zmarł w 1996, pochowany jest na Cmentarzu Wagańkowskim w Moskwie.